# Hanmer Forest Park
Der Hanmer Forest Park ist ein unter Naturschutz stehender Wald in der Region Canterbury auf der Südinsel von Neuseeland. Der Park untersteht dem Department of Conservation.

## Geographie
Der Hanmer Forest Park befindet sich rund 75 km westlich des Küstenortes Kaikoura und nordwestlich angrenzend zum in Neuseeland bekannten Thermalbad Hanmer Springs. Südlich angrenzend befindet sich die Ebene der Hanmer Plain und nach Norden dehnen sich die Saint James Range aus. Der Park erstreckt sich in einer Westsüdwest-Ostnordost-Richtung über eine Länge von knapp 28 km und einer maximalen Breite von rund 14 km. Die höchste Erhebung im Park stellt der Miromiro mit einer Höhe von 1875 m dar.
Zu erreichen ist der Park von Süden her über den New Zealand State Highway 7 und von Südosten aus über Hanmer Springs.

## Geschichte
Bereits in den Jahren 1900 bis 1901 fand die Planung des heutigen Waldes statt. Nachdem in der Ebene der Hanmer Plain Baumschulen eingerichtet wurden, konnte man mit der Bepflanzung und Anlage des Waldes mit exotischen Bäumen beginnen. Die Bepflanzungen begannen im Jahr 1902 und von 1903 bis 19013 von Häftlingen durchgeführt. Die Bepflanzungen mit Radiata-Kiefer und Douglasie waren für die Holzproduktion gedacht, während andere Arten testweise gepflanzt wurden, um ihre wirtschaftliche Rentabilität zu ergründen.
Im Jahr 1978 wurde der Wald zum Forest Park hochgestuft, doch zwölf Jahre später verkaufte die Regierung die Holzeinschlagsrechte für 4800 Hektar Wald an die Firma Carter Holt Harvey und im Februar 2000 das Land an den Iwi der Ngāi Tahu. Heute besteht der rund 13.000 Hektar umfassende Park aus einheimischen Wäldern und einem kleineren Teil ortsfremder Bäume.